# Нафікова Фірдаус Мухаметвалеївна
Фірдаус Мухаметвалеївна Нафікова (башк. Фирҙәүес Мөхәмәтвәли ҡыҙы Нафиҡова; 20 березня 1938, Уфа — 28 січня 2008, Уфа) — радянська артистка балету, балетний педагог, Народна артистка РРФСР (1974).

## Біографія
Народилася у 1938 році в Уфі в багатодітній родині співробітника НКВД і вчительки початкових класів. Була молодшою. У 1942 році її батько був репресований і помер на засланні. Незабаром померла і мати. Фірдаус виховувалася в дитбудинку.
Закінчила Ленінградське хореографічне училище (1956). Протягом більш ніж двох десятиліть солістка Башкирського державного театру опери та балету.
З 1986 року - викладач Уфимського хореографічного училища.
Народила чотирьох дітей.

## Основні партії
В репертуар Ф.М. Нафікової входили наступні партії як в класичних, так і в сучасних та національних балетах:
- Зарема (Борис Асаф'єв, «Бахчисарайський фонтан»)
- Одетта і Одиллія (Чайковский, «Лебедине озеро»)
- Франциска (Йоганн Штраус, «Голубий Дунай»)
- Медора (Адольф Адан, «Корсар»)
- Мірта (Адольф Адан, «Жізель»)
- Кітрі (Людвіг Мінкус, «Дон Кіхот»)
- Кармен (Жорж Бізе — Родіон Щедрін, «Кармен-сюїта»)
- Попелюшка (Сергій Прокоф'єв, «Попелюшка»)
- Фанні (Кара Караєв, «Тропою грому»)
- Зайтунгуль (Лев Степанов, «Журавлина пісня»)
- Галіма (Халік Заїмов і Олександр Чугаєв, «Чорноликі»)
- Танкабіка (Мурад Ахметов, «В ніч місячного затемнення»)

## Нагороди та премії
- Лауреат Сьомого Всесвітнього фестивалю молоді і студентів (Відень, 1959)
- Заслужена артистка Башкирської АРСР (1963)
- Заслужена артистка РРФСР (1971)
- Народна артистка РРФСР (1974)
- Лауреат Республіканської премії імені Салавата Юлаєва (1977) - «за виконання ролей Кармен в "Кармен-сюїті" Бізе-Щедріна; Ампари-нареченої в "Іспанських мініатюрах" в Башкирському державному театрі опери і балету» (з Указу про нагородження)
- Кавалер ордена «Знак Пошани» (1981).